# Henry Valbel
Henry Valbel est un acteur français né le 19 mai 1885 dans le 17e arrondissement de Paris et mort le 5 juin 1956 à Commissey dans l'Yonne.
Il est le fils du chansonnier et journaliste Horace Valbel et le père de l'acteur et résistant Marc Valbel, qu'il a eu avec Lucienne Germaine Henriette Le Marchand.

## Filmographie
- 1910 : La Dragonne d'or réalisation anonyme
- 1911 : La Danseuse de Siva d'Albert Capellani
- 1913 : Le Chevalier de Maison-Rouge de Albert Capellani - film tourné en 6 épisodes -
- 1914 : L'Homme au grand manteau de Georges Denola
- 1914 : La Fille sauvage réalisation anonyme
- 1914 : Les Deux Gosses d'Albert Capellani - film tourné en deux époques -
- 1914 : La Princesse maudite de Félix Léonnec
- 1916 : Le Mystère de la rue des tilleuls réalisation anonyme
- 1917 : Fauvette de Gérard Bourgeois - M. Riquet
- 1917 : Le Maître du silence de Léonce Perret - Le beau Robert
- 1918 : Simone de Camille de Morlhon
- 1922 : L'Équipe de Maurice Lagrenée
- 1927 : La Madone des sleepings de Marco de Gastyne et Maurice Gleize
- 1927 : La Merveilleuse Vie de Jeanne d'Arc, fille de Lorraine de Marco de Gastyne
- 1928 : La Divine Croisière de Julien Duvivier
- 1928 : Les Nouveaux Messieurs de Jacques Feyder
- 1930 : Fra Diavolo de Mario Bonnard
- 1930 : La Maison jaune de Rio de Karl Grüne et Robert Péguy
- 1931 : Les Monts en flammes de Luis Trenker et Joe Hamman - Le commandant
- 1932 : Les Amours de Pergolèse de Guido Brignone - Raniero di Tor Delfina + assistant réalisateur
- 1933 : Le Tunnel de Kurt Bernhardt - Un ouvrier
- 1933 : Un de la montagne de Serge de Poligny et René Le Hénaff
- 1933 : Quelqu'un a tué / Le Château de la terreur de Jack Forrester
- 1934 : Sans famille de Marc Allégret
- 1935 : Napoléon Bonaparte de Abel Gance - Barrère
- 1935 : Golgotha de Julien Duvivier - Le bon larron
- 1936 : L'Homme du jour de Julien Duvivier
- 1936 : La Symphonie des brigands de Friedrich Fehér - Le magistrat
- 1937 : François Ier de Christian-Jaque - Le moine inquisiteur
- 1940 : Le juif Süss de Veit Harlan - uniquement la voix -
- 1942 : Forces occultes de Jean Mamy - moyen métrage - film de propagande
- 1944 : Le Bossu de Jean Delannoy - Gozzi
- 1945 : La Fille aux yeux gris de Jean Faurez
- 1945 : Raboliot de Jacques Daroy - Tancogne
- 1946 : Les gosses mènent l'enquête de Maurice Labro - Crauqual
- 1946 : La Dame du Haut le Bois de Jacques Daroy - Le docteur
- 1947 : L'Éventail de Emile Edwin Reinert
- 1948 : La bataille du feu / Les joyeux conscrits de Maurice de Canonge - Le contrebandier
- 1948 : Les Dieux du dimanche de René Lucot - Le capitaine
- 1948 : Cité de l'espérance de Jean Stelli
- 1948 : Le Droit de l'enfant de Jacques Daroy
- 1950 : L'Agonie des aigles de Jean Alden-Delos - Le président du tribunal

## Doublage
Les dates en italique correspondent aux sorties initiales.

### Cinéma
- Charles Aubrey Smith dans :
  - Les Trois Lanciers du Bengale (1935) : Major Hamilton
  - Rebecca (1940) : le colonel Julyan
  - Les Conquérants d'un nouveau monde (1947) - Le président du tribunal
- Paul Harvey dans :
  - Une aventure de Buffalo Bill (1936) - Yellow Hand
  - La Maison du docteur Edwardes (1945) -  Dr Hanish
- Russell Simpson dans :
  - Sur la piste des Mohawks (1939) - Dr Petry
  - Quand le clairon sonnera (1955) - le pasteur
- Ralph Moody dans :
  - Horizons lointains (1955) - Le Borgne
  - La Dernière Chasse (1956) - l'agent indien

- 1932 : Le vaisseau sans port, de Harry Piel[4]
- 1934 : L'Héritage du chercheur d'or - George Newsome (Noah Beery)
- 1937 : Scipion l'Africain - Syphax (Marcello Giorda)
- 1939 : Pacific Express - Sam Reed (Richard Lane)
- 1939 : La Glorieuse Aventure - le général (Henry Kolker)
- 1940 : Le Juif Süss :  Sturm -  (Eugen Klöpfer)
- 1940 : Les Tuniques écarlates - Louis Riel (Francis McDonald)
- 1941 : Boule de feu - le professeur Robinson (Tully Marshall)
- 1943 : La Ruée sanglante - le chef Big Tree (Robert Warwick)
- 1944 : Le Grand National - le mécène au chapeau (Arthur Treacher)
- 1947 : Du sang sur la piste - Dave (Forrest Taylor)
- 1948 : Le Justicier de la Sierra - Matt Garson (Reed Hadley)
- 1948 : Bandits de grands chemins - Ed Mason (Eddy Waller)
- 1948 : Johnny Belinda - Ben (Monte Blue)
- 1949 : La Fille du désert - Le shérif (Victor Kilian)
- 1949 : La Belle Aventurière (The Gal Who Took the West) de Frederick de Cordova - Barman (Russell Simpson)
- 1949 : Pris au piège - le psychiatre (Art Smith)
- 1950 : Le Kid du Texas (The Kid from Texas) de Kurt Neumann - le narrateur (Parley Baer)
- 1950 : Francis, le mulet qui parle - Munroe, le banquier (Charles Meredith)
- 1950 : L'Esclave du gang - Jim Whitehead (Morris Ankrum)
- 1951 : Les Aventures du capitaine Wyatt - Général Zachary Taylor (Robert Barrat)
- 1952 : Le Corsaire rouge - El Libre (Frederick Leicester)
- 1952 : Les Conquérants de Carson City - le shérif (Edward Hearn)
- 1953 : Houdini le grand magicien - Fante (Ian Wolfe)
- 1954 : La Piste des éléphants : Appuhamy (Abraham Sofaer)
- 1954 : Le Nettoyeur - Shérif Joe Bailey (Trevor Bardette)
- 1954 : Un grain de folie -  Maurice Papinek, un espion (Abner Biberman)